# Excorallana subtilis
Excorallana subtilis är en kräftdjursart som först beskrevs av Hansen 1890.  Excorallana subtilis ingår i släktet Excorallana och familjen Corallanidae. Inga underarter finns listade i Catalogue of Life.